# ویکتوریا آملینا
ویکتوریا آملینا (اوکراینی: Вікторія Юріївна Амеліна؛ ۱ ژانویهٔ ۱۹۸۶ – ۱ ژوئیهٔ ۲۰۲۳) نویسنده اهل اوکراین بود. ویکتوریا آملینا  نویسنده ای که در زمینه جنایات جنگی تحقیق می‌کرد. آملینا عضو PEN International بود. وی در حال مستندسازی جنایات جنگی در شرق اوکراین بود و کتاب جدیدش با عنوان «روزشمار جنگ و عدالت، مشاهده زنان و جنگ» قرار است به زبان انگلیسی منتشر شود. 
او روز سه‌شنبه به همراه یک گروه از روزنامه‎‌نگاران کلمبیایی به پیتزافروشی ریا در شهر کراماتورسک، در شرق اوکراین رفته بود و پس از مجروح شدن در پی اصابت یک موشک ۹کا۷۲۰ اسکندر ارتش روسیه به بیمارستانی در شهر دنیپرو منتقل شد ولی به علت شدت جراحات در روز ۱ ژوئیه ۲۰۲۳ جان باخت. آملینا هنگام مرگ ۳۷ سال سن داشت. 
وی سیزدهمین قربانی حمله به این رستوان است. شصت نفر در این حمله مجروح شدند. فعالان حقوق بشر از این حمله به عنوان جنایت جنگی نام برده‌اند.